# Nananu-i-Ra
Nananu-i-Ra es una isla en Fiyi, de alrededor de 1,5 kilómetros de la costa de la isla principal de Viti Levu, en la provincia de Ra en Rakiraki. Tiene una altitud máxima de 180 metros.
El nombre Nananu-i-Ra significa "Día del Sueño bajo". La mitología de Fiyi sostiene que Nananu-i-Ra es el punto de partida de espíritus incorpóreos, dejando este mundo para el más allá. 
La isla es un lugar popular para kitesurf y windsurf debido a los vientos alisios consistentes durante los meses de abril a octubre.
Hay 4 Backpackers en Nananu I Ra isla y una estación de esquí. Tres cuartas partes de la isla que una vez fueron propiedad del legado de Procter & Gamble que fue vendido en 2004 a un desarrollador con sede en Nueva Zelanda.

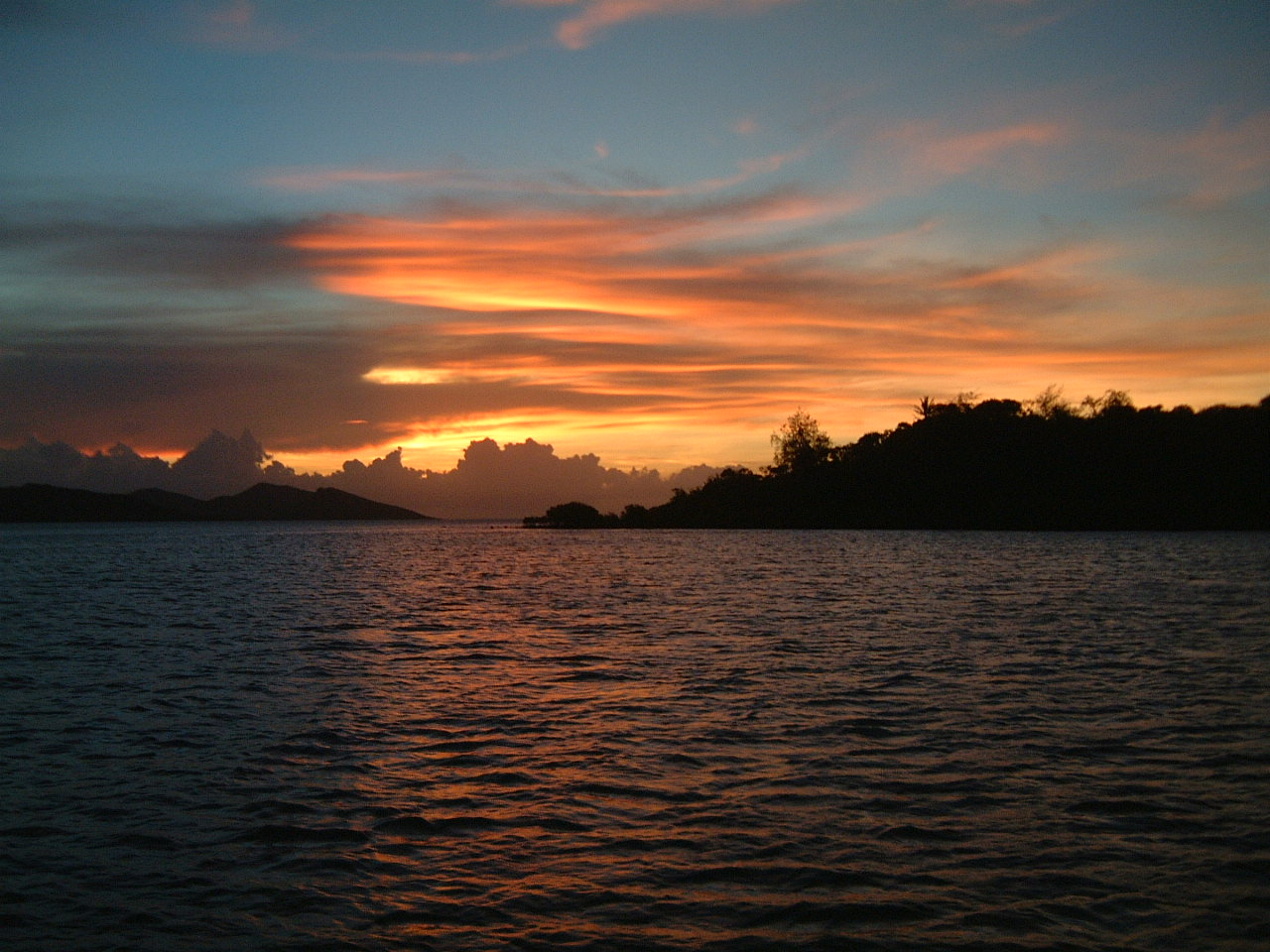
Puesta de sol en Nananu-i-Ra.

- Datos: Q2048028
- Multimedia: Nananu-i-Ra / Q2048028